# Krystyna Wasiuk
Krystyna Wasiuk, z d. Jefimow (ur. 12 sierpnia 1973) – polska piłkarka ręczna grająca na pozycji bramkarki, reprezentantka Polski.

## Życiorys
Była wychowanką klubu Ruch Chorzów, następnie występowała w klubach Kolporter Kielce (2000-2002), AZS AWF Katowice (2003-2007), a w sezonie 2007/2008 powróciła do Ruchu Chorzów, w którym zakończyła karierę sportową po sezonie 2010/2011. W lidze nie zdobyła nigdy medalu mistrzostw Polski.
W reprezentacji Polski debiutowała 4 lutego 1998 w towarzyskim spotkaniu z Czechami. W 1999 znalazła się w kadrze na Mistrzostwa świata, na turnieju wystąpiła tylko w jednym spotkaniu, zajmując z drużyną 11 miejsce. Ostatni raz wystąpiła w reprezentacji 25 listopada 2008 w meczu eliminacji mistrzostw świata z Łotwą. Łącznie w biało-czerwonych barwach zagrała 59 razy.
W sezonie 2015/2016 była trenerem Ruchu Chorzów, ale jej drużyna spadła z Superligi.